# Marco Cardisco
Marco Cardisco (c. 1486 - c. 1542) va ser un pintor italià del Renaixement, actiu principalment a Nàpols entre 1508 i 1542. Era deixeble del pintor i decorador Polidoro da Caravaggio i va rebre la influència d'Andrea da Salerno. Va pintar a Sant' Agostino, a Aversa. Entre els seus deixebles cal esmentar el pintor Pietro Negroni. També és conegut com a Marco Calabrese per haver nascut a Calàbria.